# Мерово
Мерово (мкд. Мерово) је насеље у Северној Македонији, у северозападном делу државе. Мерово припада општине Желино.

## Географија
Насеље Мерово је смештено у северозападном делу Северне Македоније. Од најближег већег града, Тетова, насеље је удаљено 24 km источно.
Мерово се налази у горњем делу историјске области Полог. Насеље је положено на североисточним падинама Суве горе. Источно од насеља тло се спушта у долину Треске. Надморска висина насеља је приближно 790 метара.
Клима у насељу је планинска због знатне надморске висине.

## Становништво
Мерово је према последњем попису из 2002. године имало 901 становника.
Претежно становништво у насељу су Албанци (98%).
Већинска вероисповест је ислам.